# Boogschieten op de Aziatische Spelen 1990
Boogschieten was een onderdeel van de Aziatische Spelen 1990 in Peking, China. Mannen en vrouwen konden individueel en in teams meedoen.

## Medaillewinnaars
| Onderdeel             | Goud                                         | Zilver                                                     | Brons                                        |
| Mannen (individueel)  | Yang Chung-Hoon                              | Takayoshi Matsushita                                       | Kim Sun-Bin                                  |
| Mannen (team)         | KOR Kim Sun-Bin Yang Chung-Hoon Park Jae-Pyo | JPN Takayoshi Matsushita Hiroshi Yamamoto Sadamu Nishikawa | TPE Tu Chithchen Chiu Pingkun Tseng Chengjen |
| Vrouwen (individueel) | Lee Jang-Mi                                  | Lee Eun-Kyung                                              | Kim Soo-Nyung                                |
| Vrouwen (team)        | KOR Lee Jang-Mi Lee Eun-Kyung Kim Soo-Nyung  | TPE Liu Piyu Chun Chiuyueh Lai Fangmei                     | PRK Kim Ok-Hui Kim Jong-Hwa Li Myung-Gum     |